# Upproret i Warszawas getto

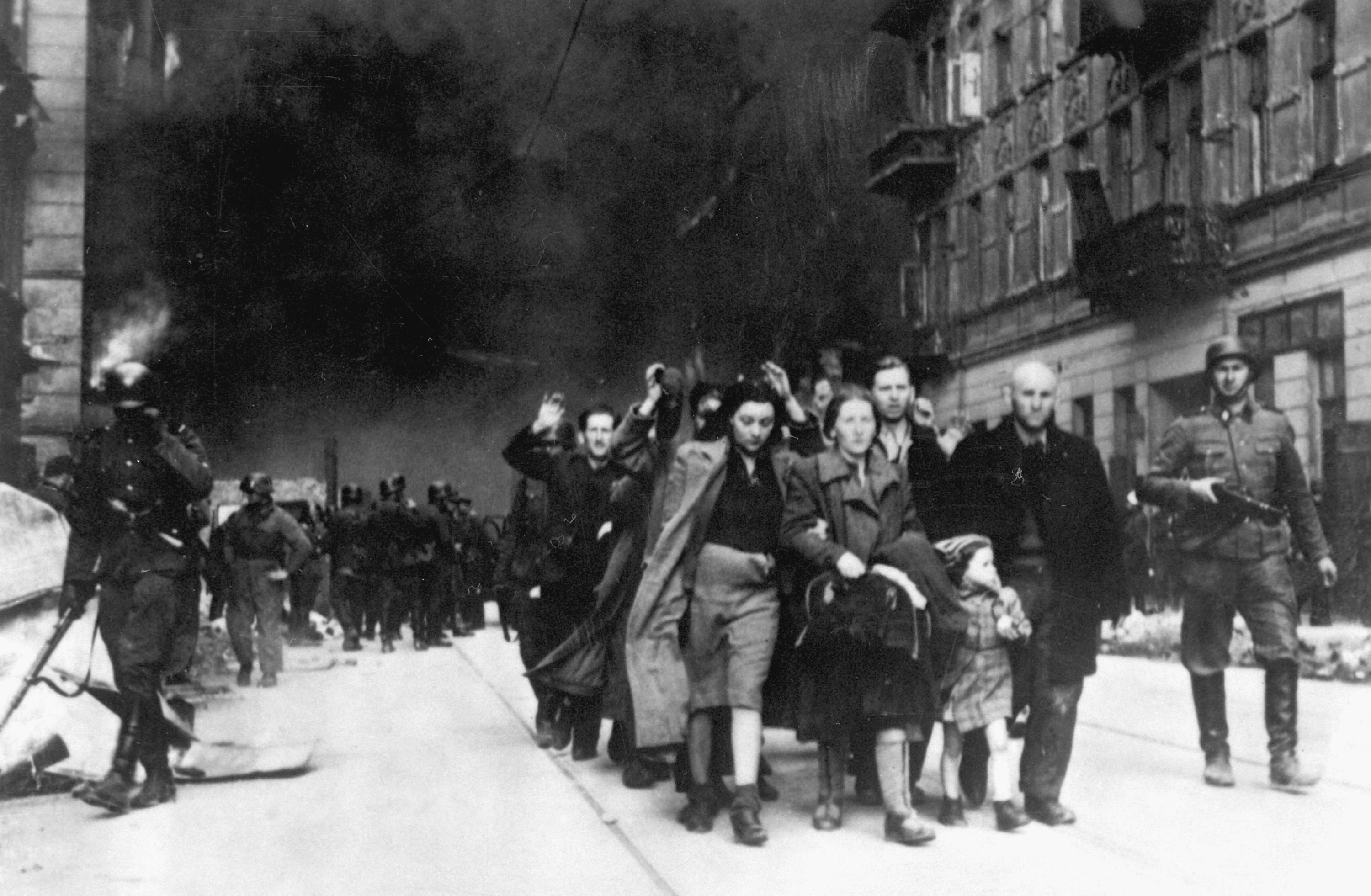
Tillfångatagna judar förs iväg av SS-män. I främsta ledet går Yehudit Neyer, hennes svärmor, hennes dotter och hennes far, Avraham Neyer.

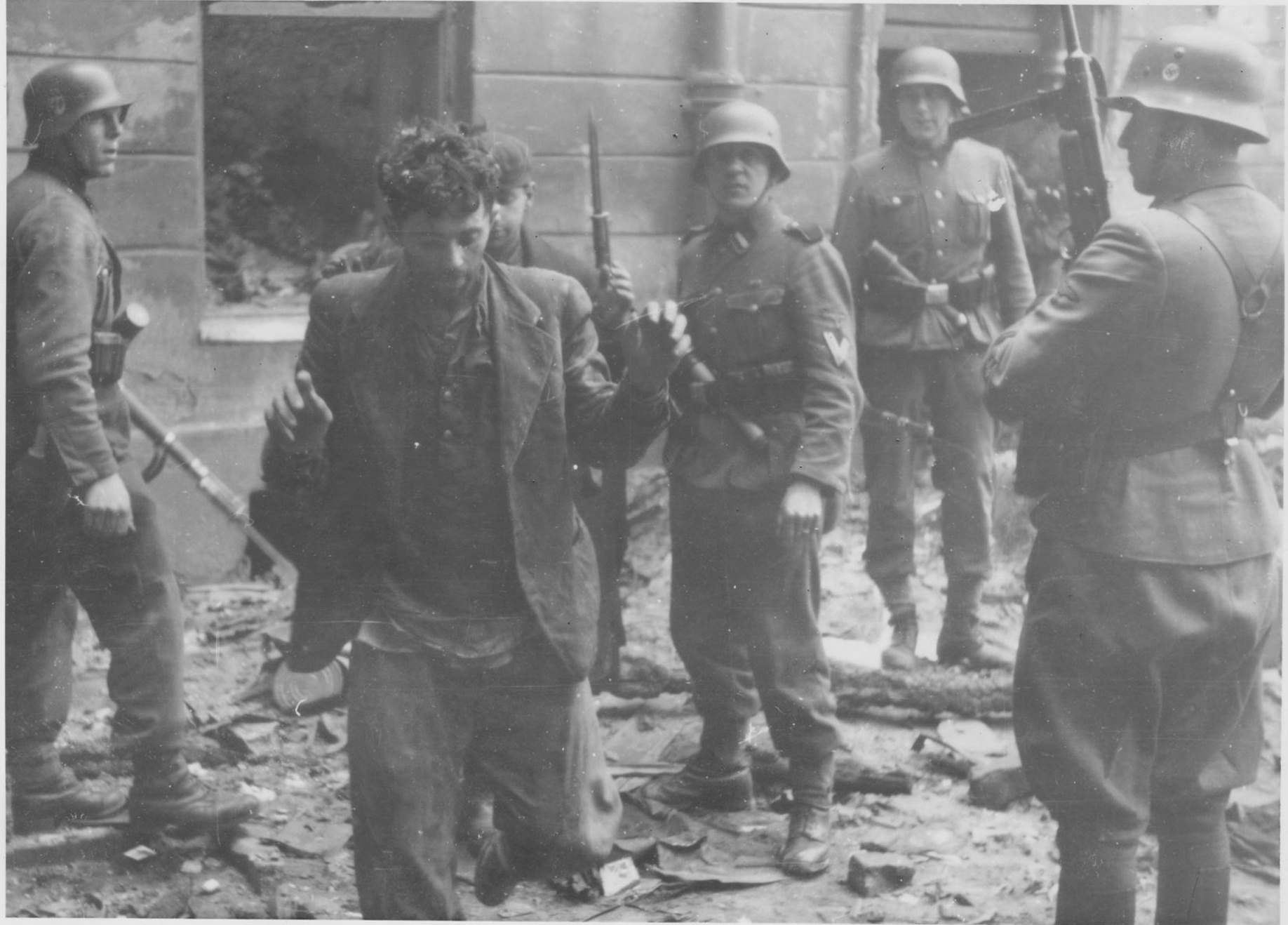
Tillfångatagna motståndsmän.

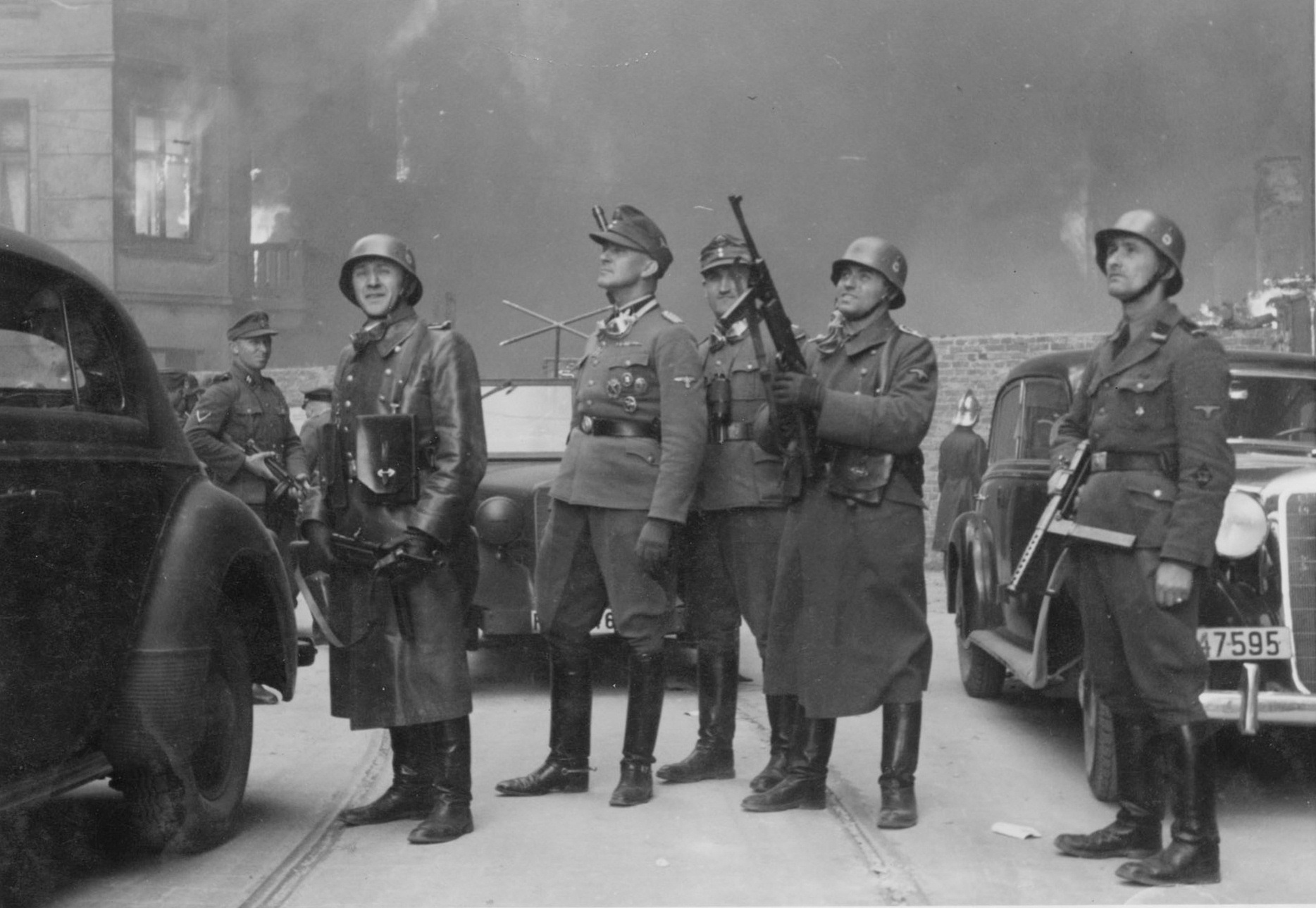
SS-Brigadeführer Jürgen Stroop i mitten, bland sina soldater. På bilden syns även Heinrich Klaustermeyer (andre från höger) och Josef Blösche (längst till höger).

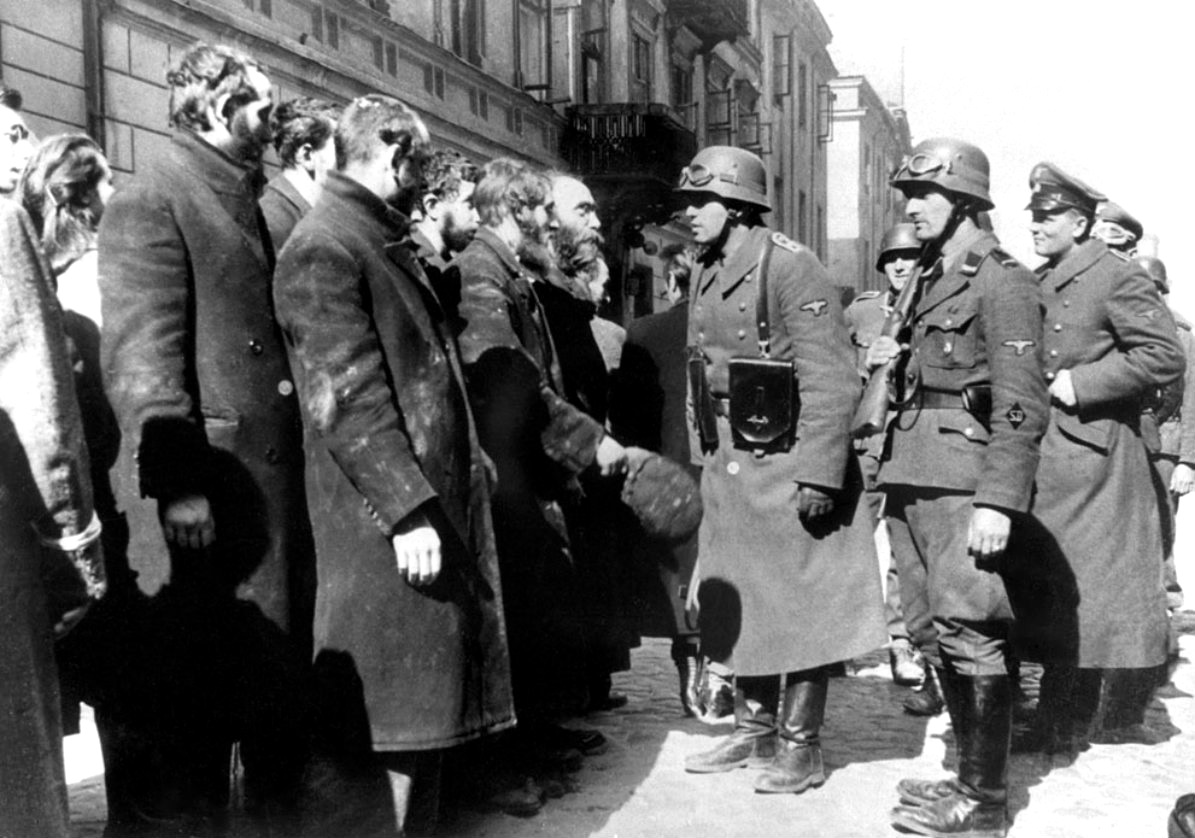
Heinrich Klaustermeyer förhör rabbiner på Nowolipie-gatan i Warszawas getto år 1943. Bredvid Klaustermeyer står Josef Blösche.

Judiska rabbiner fotograferade på Nowolipie-gatan 32. De har identifierats som (från vänster): rabbi Lipa Kaplan, Eliyahu Levin, Mendel Alter, Yankel Levin, okänd samt rabbi Heschel Rappaport.

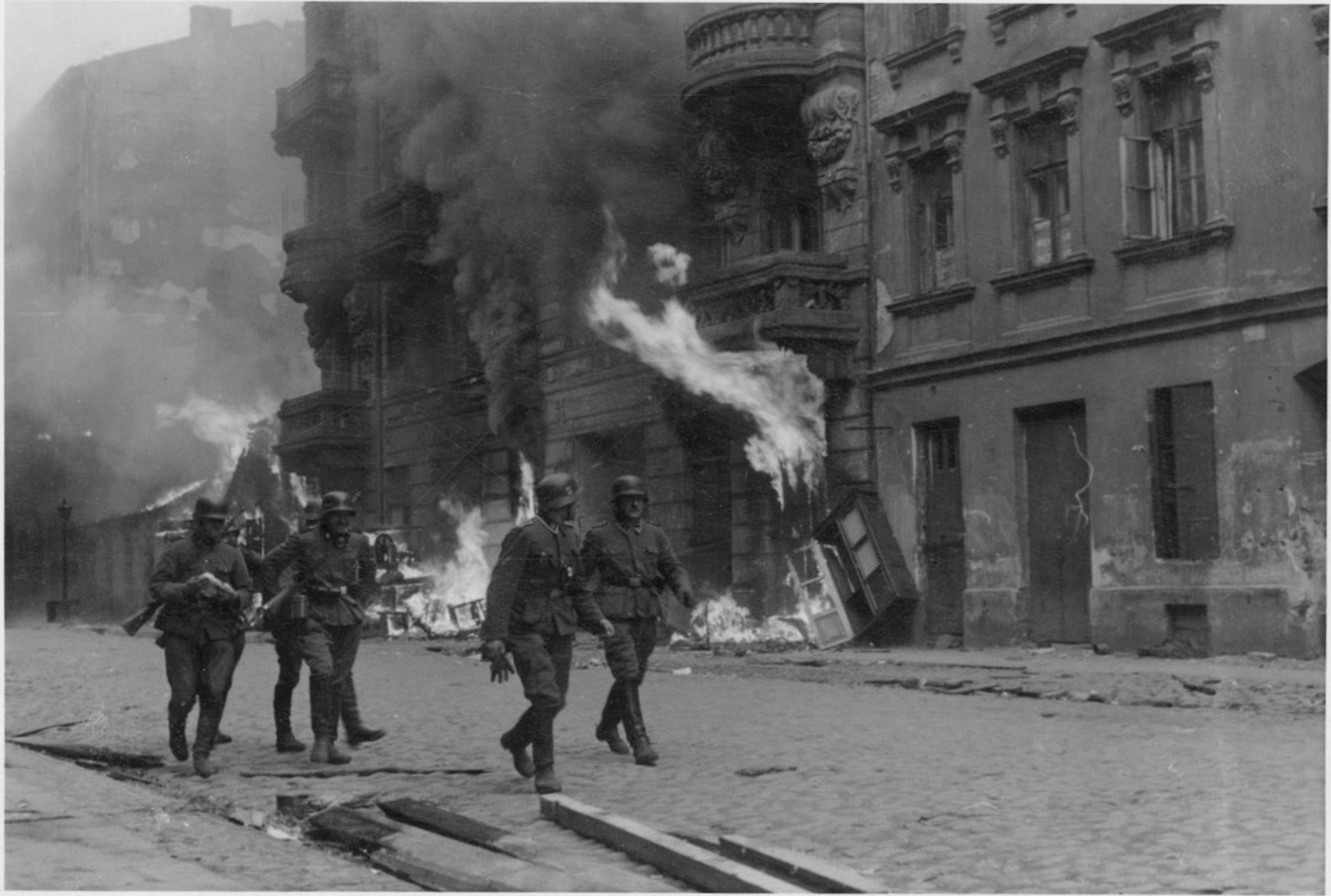
Tyska soldater vid ett hus som satts i brand.

Upproret i Warszawas getto mellan den 19 april och den 16 maj 1943 var Warszawagettots judiska motståndsrörelses väpnade uppror mot de tyska ockupanterna. Striderna började då motståndsmännen tog till vapen när tyskarna skulle verkställa de sista deportationerna från gettot. Motståndsmännen hade pistoler, handgranater och bensinbomber; tyskarna hade flyg, artilleri, pansarfordon och granatkastare. Efter en månads hopplösa och brutala strider i det alltmer sönderskjutna och utbrända gettot var det över. De numerärt och militärt överlägsna tyskarna hade då dödat omkring 7 000 gettoinvånare och motståndsmän. De övriga cirka 50 000 som var vid liv efter striderna deporterades till förintelseläger.

## Bakgrund
Den 16 oktober 1940 inrättades Warszawas getto av den tyske generalguvernören Hans Frank. Sommaren 1942 börjar tyskarna deportera judarna till förintelseläger, främst Treblinka. Under en dryg månad deporteras nästan 300 000 personer. Därefter återstod omkring 50 000 personer och tyskarna minskar gettoområdet till ungefär en fjärdedel av dess tidigare omfattning. Vintern och våren 1943 planerar tyskarna för den fullständiga tömningen av getto och dess likvidering.
Invånarna i Warszawas getto visste vid tiden för upproret 1943 att förflyttningarna från gettot ledde till döden. Redan 1942, under de stora massdeportationerna, hade motståndsrörelsen sänt en man för att ta reda på vad som hände med dem som deporterades till Treblinka. Han reste med några järnvägsarbetare från Gdansk och återvände med informationen att de som kom till Treblinka mördades där.
Sommaren 1942, när massdeportationerna började, tog juderådets ordförande Adam Czerniaków sitt liv och gettot stod utan ledare. Under hösten går då gettots splittrade motståndsrörelse samman. Socialistiska sionister, icke-socialistiska sionister och kommunister bildade ZOB, Zydowska Organizacja Bojowa (Judiska Kamporganisationen) med 600 medlemmar. Högern med sin egen organisation, Swift, anslöt sig till de andra först när upproret börjat.
Den första sammandrabbningen mellan motståndsrörelsen och tyskarna sker den 18 januari 1943. Ett tusentals tyskar, letter och litauer kommer in i getto för att samla ihop folk till en deportation. Då slår motståndsrörelsen till och överraskar tyskarna. Efter några dagars blodiga strider, med många dödsoffer på den judiska sidan (motståndsrörelsen decimerades kraftigt), och sex tusen deporterade, avslutar tyskarna aktionen.
Motståndsrörelsens agerande fick stort stöd av gettobefolkningen; alla kände att det enda hoppet var att göra hopplöst motstånd.

## Upproret
Den 19 april 1943 ämnade SS inleda likvideringen av gettot. Detta kände gettots invånare till och de hade förberett ett väpnat motstånd genom insmuggling av vapen samt tillverkning av egna handgranater. SS gick till attack med fullt artilleri.
Marek Edelman, som var en av ledarna i motståndsrörelsen, har uppgett följande fakta om styrkeförhållandena: Upprorsmännen var 220, och tyskarna 2 090. Tyskarna hade flyg, artilleri, pansarfordon, granatkastare, 82 maskingevär, 135 kulsprutepistoler och 1 358 karbiner. Varje upprorsman hade 1 revolver, 5 granater och 5 bensinbomber. I varje del av gettot fanns 3 karbiner, och i hela gettot fanns 2 minor och 1 automatpistol.
Den tyska operationen leddes inledningsvis av Ferdinand von Sammern-Frankenegg, men han blev utbytt efter att frontalattacken lett till att några SS-soldater dödats. Därefter leddes operationen direkt av SS-Brigadeführer Jürgen Stroop, som istället tillämpade en strategi där ett kvarter i taget genomsöktes, tömdes och därefter förseglades. Detta var en betydligt långsammare metod, men höll förlusterna för SS till ett minimum. I nära en månad lyckades upprorsmakarna hålla stånd mot SS. 
Totalt dödades uppskattningsvis 16 SS-soldater och minst 7 000 judar. Enligt judiska källor var det dock runt 1000 tyskar som miste livet på grund av motståndet i gettot. Av de överlevande i gettot deporterades 42 000 till lägren Poniatowa, Trawniki och Majdanek. 7 000 sändes till Treblinka.

## Upproret i populärkulturen

### Musik
- Paul Robeson - Zog Nit Keynmol[8][9]
- David Rovics - I remember Warsaw[10][11]

### Filmer
- Uprising (2001)
- The Pianist (2002)